# Кафр

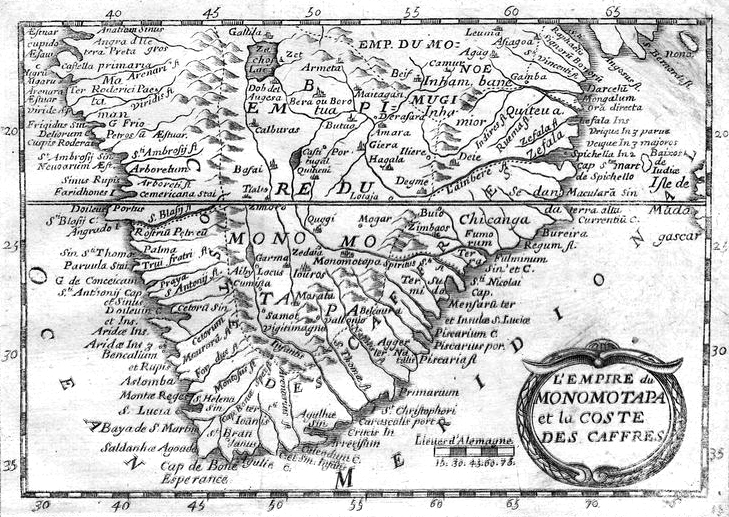
«Королівство Мономотапа і берег кафрів» (1688)

Кафр (порт. cafre, афр. kaffer, англ. kaffir) — термін, який з XVI століття використовували португальці щодо чорношкірих жителів Південної Африки і який згодом став вживатися як образливий расистський термін.
Походить від арабського слова «окупант» ( 'كافر' ), що означає «невірного», не мусульманина. Так арабські купці, які торгували з африканськими народами, називали язичницькі племена. Потім цей термін перейняли у них (можливо, через суахілі) португальські мореплавці.
В XVI—XVII століттях європейці називали кафрами всю сукупність племен, що жили на південь від річок Замбезі і Конго, але пізніше була видна відмінність між племенами західної частини Південної Африки — готтентотами і східної — племенами, що говорили на мовах банту, яких європейці і називали кафрами.
Потім у вужчому сенсі кафрами бури стали називати войовничі пастуші племена Південно-Східної Африки — зулусів, коса, Понд і фінга.
В XX столітті, особливо в період апартеїду з 1948 р, слово «кафр» (каффір) придбало зневажливий зміст і стало сприйматися чорношкірими жителями ПАР як вкрай образливе (також як слово "ніґґер"в США). З 1976 р суди ПАР стали визнавати його кримінально караною образою.
Кличкою Kaffir-boetie  (брат кафрів) (boetie на африкаанс означає «брат») презирливо називали білих, які співчували чорношкірим і допомагали їм.
Ухвалений в ПАР в 2000 р, після скасування апартеїду, закон «Про рівність та запобігання несправедливої дискримінації» забороняє расистські образи, до яких, як розуміється, відноситься і слово «кафр» (каффір).
У липні 2024 року на Міжнародному ботанічному конгресі в Мадриді було прийнято рішення з 2026 року змінити латинські назви більше 200 рослин, грибів і водоростей з cafr-, cafer-, caffr caffer-, відкинувши букву "c". Це перший випадок у сучасній науці, коли такі назви біологічних видів змінюються, оскільки завдають образу. Наприклад, Erythrina caffra стане Erythrina affra.